# Shannon Chandler
Shannon Chandler (* 12. September 1986 in San Fernando, Kalifornien) ist eine US-amerikanische Schauspielerin.
Shannon Chandler begann ihre Karriere 1996 in der Fernsehserie Big Bad Beetleborgs. Im Jahr 1997 war sie in Curse of the ShadowBorg als Josephine McCormick zu sehen. In dem Film Casper – Wie alles begann spielte sie die Rolle von Jennifer. Für ihre Performance in Big Bad Beetleborgs wurde sie 1997 für den YoungStar Award der Zeitschrift „The Hollywood Reporter“ nominiert. Im Jahr 2000 spielte Shannon Chandler in You're Invited to Mary-Kate & Ashley's School Dance die Rolle der Betsy. Seither trat sie als Schauspielerin nicht mehr in Erscheinung.